# Рудин, Марк
Марк Рудин (нем. Marc Rudin, более известен под творческим псевдонимом Джихад Мансур (араб. جهاد منصور‎); 29 сентября 1945, Золотурн — 8 апреля 2023, Цюрих) — швейцарский художник-иллюстратор, революционер-интернационалист, участник национально-освободительной борьбы в Палестине. Наиболее известен своими графическими работами, которые в числе прочих произведений, дважды номинировались на включение во Всемирное наследие ЮНЕСКО.

## Биография
В 1975—1976 годах в Милане начал работать с группой палестинских иллюстраторов. После чего присоединился к Народному фронту освобождения Палестины; жил и работал в Бейруте до 1982 года, когда вынужден был перебраться в Сирию в результате военного вторжения Израиля в Ливан.
В 1991 году арестован в Турции, провёл в тюрьме 18 месяцев прежде чем был экстрадирован в Данию. Там, в 1993 году, приговорён к 8 годам тюрьмы не смотря на отсутствие прямых доказательств в причастности к ограблению почтового отделения в 1988 году.
Умер 8 апреля 2023 года в Цюрихе в возрасте 77 лет.